# Piéronne la Bretonne
Piéronne la Bretonne (ou Pierronne ou Pierrone ou Perrinaïc ou Pierette) est une compagne de Jeanne d'Arc qu'elle rencontra à la fin de 1429 ou au début de 1430. Comme elle, elle déclare recevoir des visions et soutient que Dieu lui apparaît sous forme humaine, habillé d'une robe blanche et lui parle comme à une amie.
Contrairement à ce qu'elle fit avec Katherine de La Rochelle, il semble que Jeanne n'ait pas remis en cause ses dires.
Piéronne soutient publiquement la Pucelle après son arrestation le 23 mai 1430 à Compiègne. Faite prisonnière à son tour à Corbeil par les Anglais et condamnée à être brûlée vive, elle est exécutée le 3 septembre 1430, à Paris, sur le parvis de Notre-Dame, alors qu'une autre Bretonne, sa compagne, plus heureuse, est remise en liberté.